# Oxyria
Genre
Oxyria, en français Oxyrie ou Oxyria, est un genre de plantes à fleurs de la famille des Polygonaceae.

## Description
Ces sont des herbacées vivaces ou des sous-arbrisseaux faiblement définis, parfois dioïques. Les rhizomes sont de grande taille. Les tiges sont dressées, peu ou densément ramifiées. Les feuilles sont simples, alternes, pétiolées ; le limbe est réniforme, orbiculaire-réniforme ou orbiculaire-cordé, la marge entière ou presque ; l'ochréa est tubulaire, membraneux, à marge entière, l'apex oblique ou tronqué. L'inflorescence est terminale, paniculée. Le pédicelle est articulé. Les fleurs sont bisexuées ou unisexuées. Le périanthe est persistant, accrescent dans le fruit. Il y a six étamines. L'ovaire est comprimé ; il y a deux styles ; les stigmates sont pénicillaires. Les fruits sont des achènes biconvexes, ovoïdes, à marge largement ailée.

## Répartition
Ce genre est réparti dans une grande partie de l'hémisphère Nord (holarctique excepté l'Afrique du Nord), essentiellement représenté par Oxyria digyna. Oxyria sinensis est endémique du sud de la Chine et Oxyria caucasica d'une aire recouvrant une partie du Caucase, de l'Irak et de l'Iran.

## Systématique
Le nom correct complet (avec auteur) de ce taxon est Oxyria Hill. Oxyria digyna (L.) Hill est l'espèce type, initialement décrite dans le genre Rumex sous le basionyme Rumex digynus.
Oxyria présente un synonyme : Donia R.Br. in Voy. Explor. Baffin's Bay, App.: xli (1819).
Ce taxon porte en français les noms normalisés Oxyrie et Oxyria.

## Liste des espèces
Selon la World Flora Online (WFO) (15 février 2025) :
- Oxyria digyna (L.) Hill
- Oxyria sinensis Hemsl.

Noms non classés :
- Oxyria acida R.Br. ex Hook. & Arn., 1850
- Oxyria acida R.Br. ex Lindl., 1829
- Oxyria caucasica Chrtek & Šourková, 1993
- Oxyria rotundifolia Gray, 1822

Selon Plants of the World online (POWO) (15 février 2025) et le Catalogue of Life (15 février 2025) :
- Oxyria caucasica Chrtek & Sourková
- Oxyria digyna (L.) Hill
- Oxyria sinensis Hemsl.

Selon Tropicos (15 février 2025) (liste contenant des synonymes) :
- Oxyria caucasica Chrtek & Šourk., 1993
- Oxyria digyna (L.) Hill, 1768
- Oxyria elatior R. Br. ex Meissn., 1832
- Oxyria mairei H. Lév., 1913
- Oxyria reniformis Hook., 1821
- Oxyria sinensis Hemsl., 1892